# Stegommata leptomitella
Stegommata leptomitella är en fjärilsart som beskrevs av Edward Meyrick 1880.
Stegommata leptomitella ingår i släktet Stegommata och familjen rullvingemalar. Inga underarter finns listade i Catalogue of Life.